# Silver (TV-kanal)
För andra betydelser, se Silver (olika betydelser).
Silver var en svensk TV-kanal ägd av NonStop Television som var avsedd för de nordiska och baltiska länderna. Kanalen sände uteslutande långfilmer och inriktade sig på smalare filmer, snarare än kända kassasuccéer. Kanalen sände dygnet runt och med undertexter. Finansieringen skedde genom abonnemangsavgifter via de operatörer som sände kanalen.

## Historik
Hösten 2005 utlyste Radio- och TV-verket nya tillstånd för marksänd digital-TV i Sverige. Bland de 36 ansökningarna fanns två från dotterbolag till NonStop Television som sökte tillstånd för betalkanaler. Kanalen "NonStop Filmfestival" från företaget "NonStop Television 4.0 AB" presenterades i november som en av tio kanaler som givits högsta prioritet för nya tillstånd.
I februari 2006 meddelades de nya tillstånden av regeringen. NonStop fick tillstånd för "NonStop Filmfestival". Tillståndet gavs under förutsättning att NonStop Filmfestival skulle ta företagets andra filmkanal Showtime Scandinavias plats i marknätet och att sändningarna skulle starta senast den 31 maj 2006. Showtime gavs fortsatt tillstånd att sända fram tills den nya kanalen kunde startas.
Den 27 maj 2006 presenterades ett namn och mer detaljerade planer för den nya kanalen. Den skulle heta Silver och börja sända den 26 maj 2006 under pågående Cannesfestival.
Premiärkvällen började 19.00 och innehöll filmerna Velvet Goldmine, Wild at Heart och Millennium Mambo. Under kanalens första helg sändes även Happiness, Medan vi faller, Ingenmansland, Barton Fink, Mitt namn är Joe och De älskande vid polcirkeln. Från starten fanns kanalen bara tillgänglig via Boxer TV Access i Sverige. Boxer var den enda TV-distributören som sände kanalen fram till den 2 april 2007 när den lanserades i Com Hems digitala kabel-nät. Den fanns även hos Telia Digital-TV.
Vid årsskiftet 2012/2013 gick kanalen samman med systerkanalen Silver HD och började sända filmer i HD. Vid årsskiftet 2014/2015 tog Telia bort kanalen ur sitt kanalpaket Stor. Den 7 maj 2015 meddelades att man från den 15 juli 2015 skulle upphöra med sändningarna.